# Спортинг (футбольный клуб, Хихон)
«Спортинг» (исп. Real Sporting de Gijón S.A.D) — испанский футбольный клуб из города Хихон, в автономном сообществе Астурия. Основан 1 июня 1905 года.
Получил прозвище Los Rojiblancos (Красно-белые) за то, что выступает в белых футболках с красными вертикальными полосками. Домашние матчи проводит на старейшем стадионе Испании «Эль Молинон» с 1908 года, вмещающем около 30 000 зрителей. Принципиальным соперником «Спортинга» является другой клуб из Астурии, «Реал Овьедо». В активе команды 42 сезона, проведённых в высшем дивизионе испанского чемпионата.

## История
Клуб был основан в 1905 году под названием Sporting Gijonés, а первым президентом клуба стал Ансельмо Лопес. В 1912 году тогдашний король Испании Альфонсо XIII благословил клуб от имени испанской короны, вследствие чего клуб стал называться Real Sporting Club Gijonés, а на клубной эмблеме появилась корона. С 1916 года клуб стал называться Real Sporting de Gijón S.A.D, как он называется и сейчас.
В 1944 году клуб пробился в Примеру впервые в своей истории. В дальнейшем будущем «Спортинг» выступал в наивысшем испанском дивизионе с переменным успехом, периодически выбывая в Сегунду. С 1970 по 1998 год «Спортинг» играл в Примере, кроме сезона 1976/77. За это время клуб один раз стал серебряным призёром чемпионата Испании и дважды финалистом Кубка Испании. Также в этот период хихонцы шесть раз выступали в розыгрыше Кубка УЕФА, лишь дважды преодолев начальный раунд 1/32 финала, и выбыв в следующем — в сезонах 1978/1979 и 1991/92, первом и последнем своих участиях в этом турнире.
Клуб провалил чемпионат 1997/98 годов, набрав наименьшее число очков в истории лиги (13) и выиграл лишь дважды, повторив антирекорд «Логроньеса» 1994/95. «Спортинг» выбыл Сегунду, и не мог выйти в Примеру 10 лет подряд, пока в 2008 году не выполнил эту задачу. Начав сезон 2008/09 с 5 поражений и 20 пропущенных мячей, «Спортинг» в итоге смог удержаться в лиге благодаря 3 победам подряд на финише, по ходу чемпионата коллектив сенсационно обыграл «Валенсию» (2:3), «Севилью» (1:0), а также лишь раз сыграл вничью (3 мая 2009 года с «Атлетиком» в 34-м туре) — меньше всех с сезона 1963/64.
В сезоне 2011/12 клуб занял 19-е место и выбыл в Сегунду. В 2015 году вернулся в Примеру на 2 сезона.
4 мая 2014 года на пост главного тренера клуба был назначен Абелардо Фернандес. В своей первый сезон ему не удалось добиться повышения в Ла Лигу, проиграв в полуфинале плей-офф раунда «Лас Пальмас».
Однако, тренер продлил свой контракт на два года. Клубу было запрещено подписывать любых игроков помимо резервной команды во время сезона 2014/15 по причине проблем с выплатами, но невзирая на данный недостаток, команда вновь вернулась в Ла Лигу составом, состоящим в том числе из 17 игроков из своих молодёжных составов. После всего двух поражений за сезон, команда повысилась в классе, победив в последнем туре «Реал Бетис» со счётом 3:0, в то время, как их прямой конкурент «Жирона» пропустила в конце своего матча.

## Достижения
- Чемпионат Испании
  - Вице-чемпион: 1978/79

- Кубок Испании
  - Финалист (2): 1980/81, 1981/82

## Форма

### Домашняя
| 2016/17 | 2017/18 | 2018/19 | 2019/20 | 2020/21 | 2021/22 | 2022/23 | 2023/24 | 2024/25 |

### Гостевая
| 2016/17 | 2017/18 | 2018/19 | 2019/20 | 2020/21 | 2021/22 | 2022/23 | 2023/24 | 2024/25 |

### Резервная
| 2017/18 | 2018/19 | 2019/20 | 2020/21 | 2022/23 | 2023/24 |

Источники:,